# Louis Gardel
Louis Gardel (Algeri, 8 settembre 1939) è uno scrittore, sceneggiatore e editore francese.

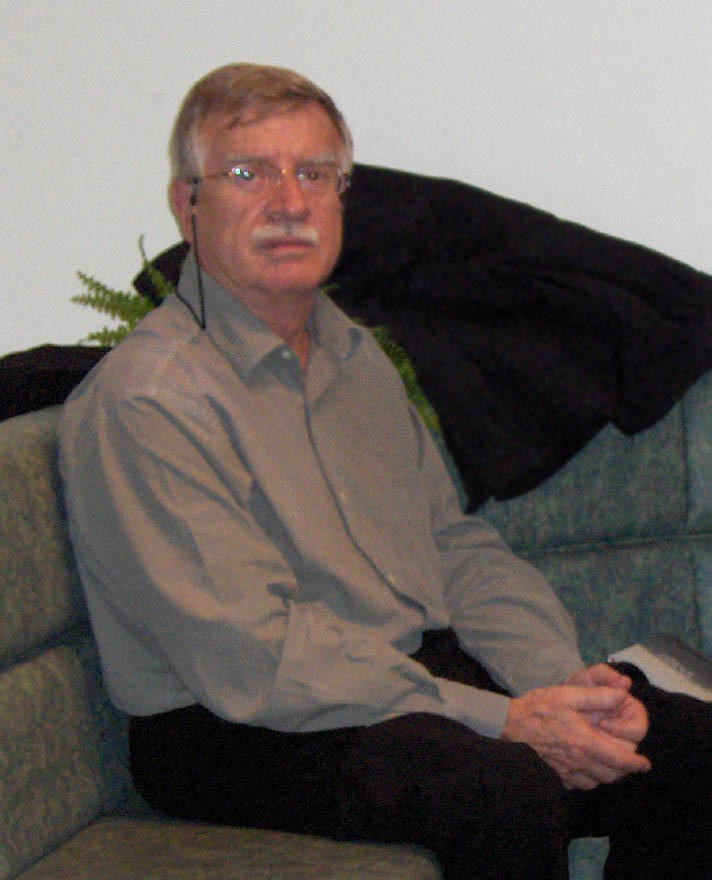
Louis Gardel

La sua pubblicazione più famosa è Fort Saganne, con cui ha vinto il premio "Grand Prix du roman de l'Académie française".

## Opere
- L'Été fracassé (1973)
- Couteau de chaleur (1976)
- Fort Saganne (1980) (Vincitore: Grand Prix du roman de l'Académie française 1980)
- Le Beau Rôle (1986)
- Notre homme (1987)
- Dar baroud (1993)
- L'Aurore des bien-aimés (1997)
- Grand Seigneur (1999)
- La Baie d'Alger (2007)

## Sceneggiature
- Radetzky March (1965) Direttore: Michael Kehlmann. Basato sul romanzo La marcia di Radetzky di Joseph Roth
- Fort Saganne (1984) Direttore: Alain Corneau
- Nocturne indien (1989) Direttore: Alain Corneau
- Indochine (1992) Direttore: Régis Wargnier
- East/West (1999) Direttore: Régis Wargnier
- Himalaya, l'enfance d'un chef (1999) Director: Éric Valli